# エンターテイメント・トゥナイト
『エンターテイメント・トゥナイト』（Entertainment Tonight、略称ET）は、アメリカ合衆国・CBS系列のローカル局で番組販売形式で放送されているCBSテレビジョン・ディストリビューション製作の情報番組。

## 概要
1981年9月14日に放送開始。アメリカンエンターテイメントの最新ニュースや、アカデミー賞やエミー賞、グラミー賞などのファッションチェックなども伝えている。この番組をきっかけに『エキストラ』、『アクセス・ハリウッド』、『TMZ』などといったニュース番組が放送されている。また、カナダのグローバルテレビジョンネットワークでは『ETカナダ』としても放送されている。2007-08シーズンからはハイビジョン制作となった（『ジェパディ!』や『ホイール・オブ・フォーチュン』と同様）。

## 出演者
- マーク・ステインズ
- ナンシー・オデール
- ドン・ラフォンティーヌ（ナレーター、2004年 - 2008年）